# Jiří Závodný
Jiří Závodný (* 1992) je český reprezentant v brazilském jiu-jitsu (BJJ), držitel černého pásu a trenér působící ve Vsetíně a Brně. Je absolventem Masarykovy univerzity v Brně, kde vystudoval obor Speciální edukace bezpečnostních složek na Fakultě sportovních studií.

## Sportovní kariéra
Závodný se brazilskému jiu-jitsu věnuje od roku 2010. V roce 2018 získal fialový pás, který mu udělil Marek Pasierbski. V roce 2022 získal černý pás, čímž se zařadil mezi nejúspěšnější zápasníky v Brazislkém Jiu Jitsu. Soutěží v rámci AJP Tour a pravidelně se účastní národních i mezinárodních turnajů, jako jsou AJP Tour Czech National Pro a AJP Europe Continental Pro.

## Trenérská činnost
Jiří Závodný působí jako hlavní trenér brazilského jiu-jitsu ve Vsetíně, kde vede klub Copacabana Valachien Gym. Podílí se také na tréninku v klubu SWAG v Brně v rámci různých spolupracujících sportovních projektů. Věnuje se sportovní přípravě dospělých i mládeže, zejména v oblasti BJJ a grapplingu.

## Ocenění
- 5× mistr České republiky v BJJ v různých váhových a pásových kategoriích mezi lety 2013–2022
- Medailista AJP Tour (Czech National Pro, Europe Continental Pro)[3]